# La Course de taureaux (film)
Pour l’article homonyme, voir La Course de taureaux.
Pour plus de détails, voir Fiche technique et Distribution.
La Course de taureaux est un film documentaire réalisé par Pierre Braunberger et Myriam, sorti en 1951.

## Synopsis
Le film évoque tous les aspects de la corrida, son histoire, les taureaux, les toréros, la course, les passes, avec la participation de nombreux matadors de l'époque.

## Fiche technique
- Titre : La Course de taureaux
- Réalisation: Pierre Braunberger et Myriam
- Scénario : Pierre Braunberger et Auguste Lafront
- Commentaire : écrit par Michel Leiris
- Photographie : Henri Decaë et Jimmy Berliet
- Son : Louis Hochet
- Montage : Myriam et Renée Lichtig
- Production : Panthéon Production
- Durée : 76 minutes
- Date de sortie : France - 28 septembre 1951

## Participants
- Jean Desailly : le narrateur
- Manolete
- Aparicio
- Carlos Arruza
- Pepe Bienvenida
- Luis Miguel Dominguín
- Conchita Cintrón
- Manolo González
- Litri
- Paquito Munoz
- Parrita
- Pepe Luis Vázquez
- Luis Mazzantini
- Guerrita
- Bombita
- Machaquito
- El Gallo
- Vicente Pastor
- Juan Belmonte
- Dos Santos
- Domingo Ortega